# Caulaincourt (Aisne)
Pour les articles homonymes, voir Caulaincourt.
Caulaincourt est une commune française située dans le département de l'Aisne en région Hauts-de-France.

## Géographie

### Communes limitrophes
|        | Pœuilly                |         |
| Tertry | Caulaincourt           | Vermand |
|        | Beauvois-en-Vermandois | Attilly |

### Hydrographie

#### Réseau hydrographique
La commune est située dans le bassin Artois-Picardie. Elle est drainée par Omignon.
L'Omignon, d'une longueur de 32 km, prend sa source dans la commune de Bellenglise et se jette  dans la Somme à Brie, après avoir traversé 16 communes.

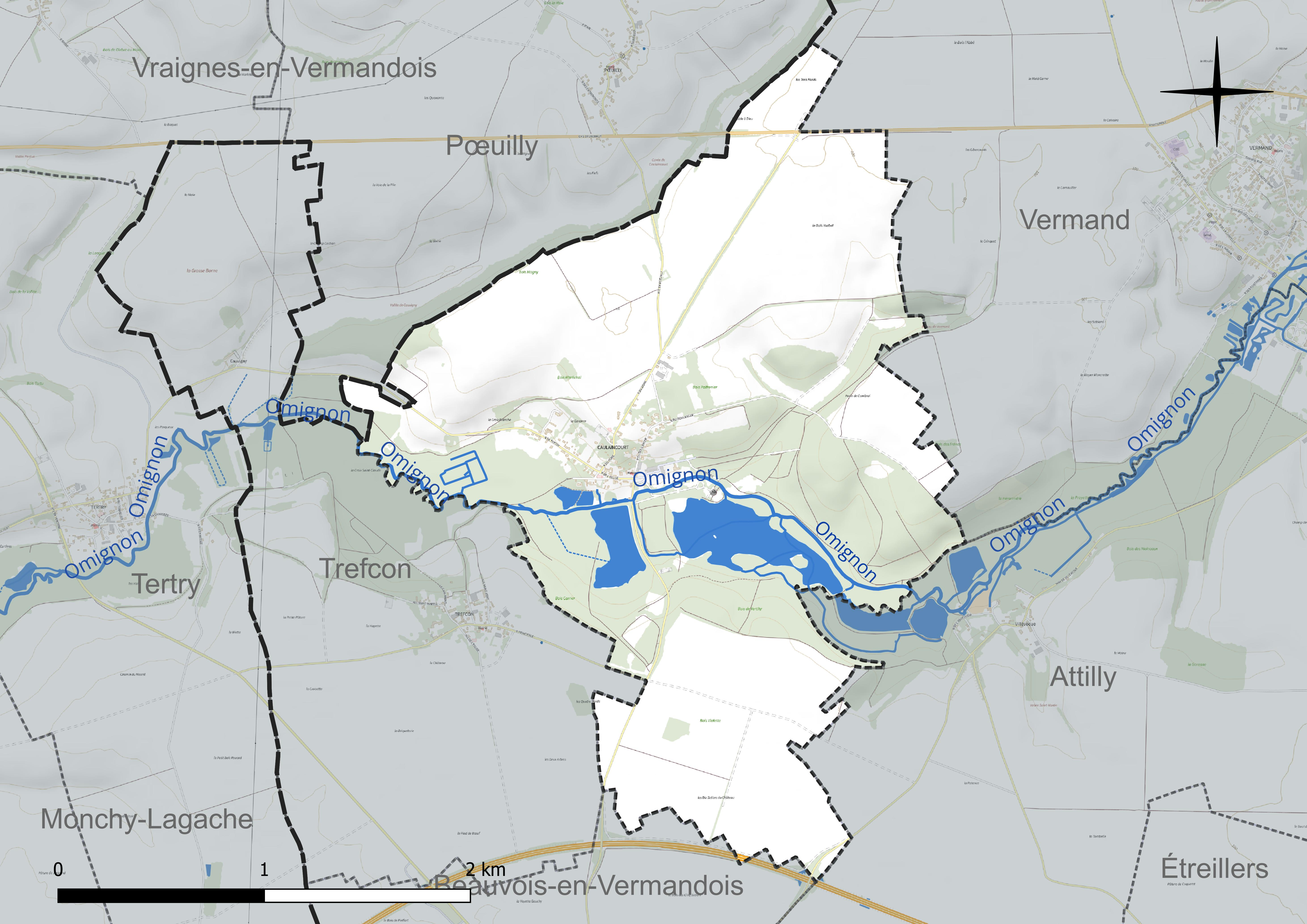
Réseau hydrographique de Caulaincourt.

#### Gestion et qualité des eaux
Le territoire communal est couvert par le schéma d'aménagement et de gestion des eaux (SAGE) « Haute Somme ». Ce document de planification concerne un territoire de 1 798 km2 de superficie, délimité par le bassin versant de la Haute Somme est constitué d'un réseau hydrographique complexe de cours d'eau, de marais, d'étangs et de canaux. Le périmètre a été arrêté le 21 avril 2006 et le SAGE proprement dit a été approuvé le 15 juin 2017. La structure porteuse de l'élaboration et de la mise en œuvre est le syndicat mixte d'aménagement hydraulique du bassin versant de la Somme (AMEVA).
La qualité des cours d'eau peut être consultée sur un site dédié géré par les agences de l'eau et l'Agence française pour la biodiversité.

### Climat
Pour des articles plus généraux, voir Climat des Hauts-de-France et Climat de l'Aisne.
En 2010, le climat de la commune est de type climat océanique dégradé des plaines du Centre et du Nord, selon une étude du CNRS s'appuyant sur une série de données couvrant la période 1971-2000. En 2020, Météo-France publie une typologie des climats de la France métropolitaine dans laquelle la commune est exposée à un climat océanique et est dans la région climatique Nord-est du bassin Parisien, caractérisée par un ensoleillement médiocre, une pluviométrie moyenne régulièrement répartie au cours de l'année et un hiver froid (3 °C).
Pour la période 1971-2000, la température annuelle moyenne est de 10,2 °C, avec  une amplitude thermique annuelle de 14,4 °C. Le cumul annuel moyen de précipitations est de 696 mm, avec 11,8 jours de précipitations en janvier et 9 jours en juillet. Pour la période 1991-2020 la température moyenne annuelle observée sur la station météorologique la plus proche, située sur la commune d'Estrées-Mons à 7 km à vol d'oiseau, est de 11,0 °C et le cumul annuel moyen de précipitations est de 647,5 mm,. Pour l'avenir, les paramètres climatiques de la commune estimés pour 2050 selon différents scénarios d'émission de gaz à effet de serre sont consultables sur un site dédié publié par Météo-France en novembre 2022.

## Urbanisme

### Typologie
Au 1er janvier 2024, Caulaincourt est catégorisée commune rurale à habitat dispersé, selon la nouvelle grille communale de densité à 7 niveaux définie par l'Insee en 2022.
Elle est située hors unité urbaine. Par ailleurs la commune fait partie de l'aire d'attraction de Saint-Quentin, dont elle est une commune de la couronne,. Cette aire, qui regroupe 120 communes, est catégorisée dans les aires de 50 000 à moins de 200 000 habitants,.

### Occupation des sols
L'occupation des sols de la commune, telle qu'elle ressort de la base de données européenne d'occupation biophysique des sols Corine Land Cover (CLC), est marquée par l'importance des territoires agricoles (61,5 % en 2018), en diminution par rapport à 1990 (67,2 %). La répartition détaillée en 2018 est la suivante : 
terres arables (61,5 %), forêts (29,4 %), zones urbanisées (5,2 %), eaux continentales (3,9 %).
L'évolution de l'occupation des sols de la commune et de ses infrastructures peut être observée sur les différentes représentations cartographiques du territoire : la carte de Cassini (XVIIIe siècle), la carte d'état-major (1820-1866) et les cartes ou photos aériennes de l'IGN pour la période actuelle (1950 à aujourd'hui).

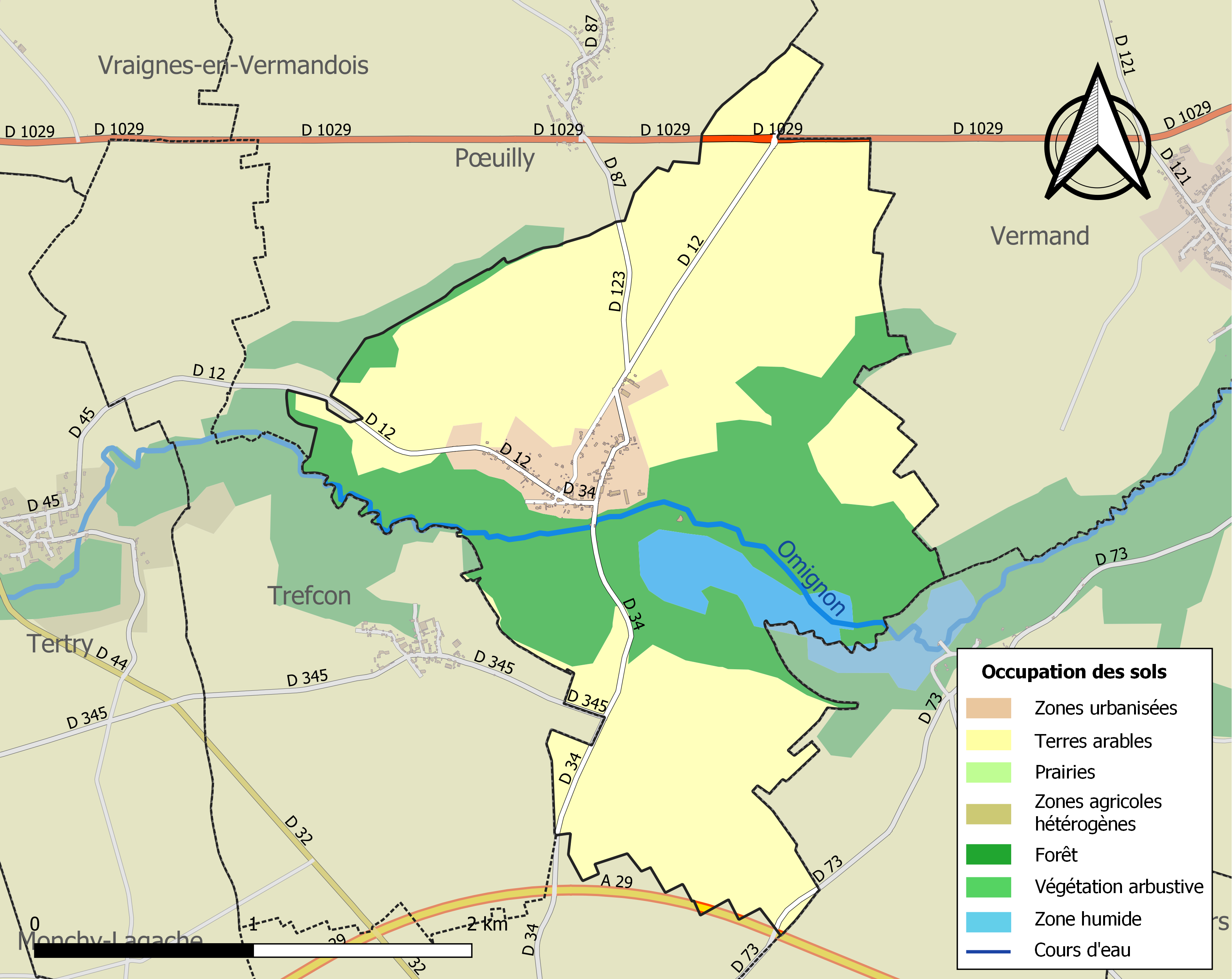
Carte des infrastructures et de l'occupation des sols de la commune en 2018 (CLC).

## Toponymie

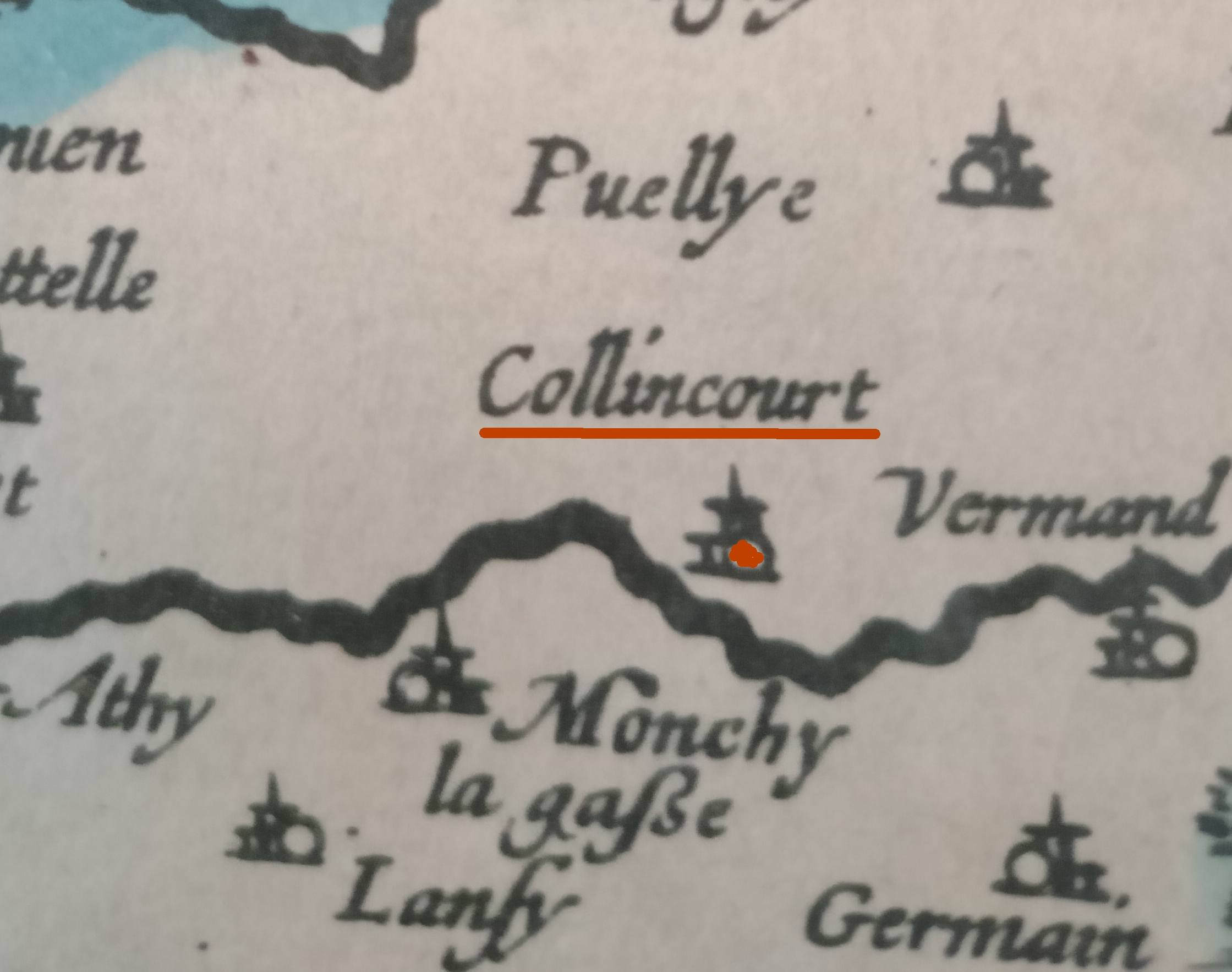
Carte de la Picardie de 1620 - Collincourt.

Le nom du village apparaît pour la première fois en 1137 sous le nom de Caulencurt  dans un cartulaire de l'Abbaye de Prémontré. Le nom évoluera encore de nombreuses fois en fonction des différents transcripteur: Canlencurt, Chainlencurt, Caullaincort, Canlaincort, Canlencort, Canlencort, Caunlencort, Coulleincort, Colaincort, Caillaincort, Collincort, Saint-Quentin de Caulaincourt en 1660 enfin l'orthographe actuelle Caulaincourt au XVIIIe siècle sur la carte de Cassini
.

Il s'agit ici de la ferme d'un colon germain, Cadolenus.

## Histoire

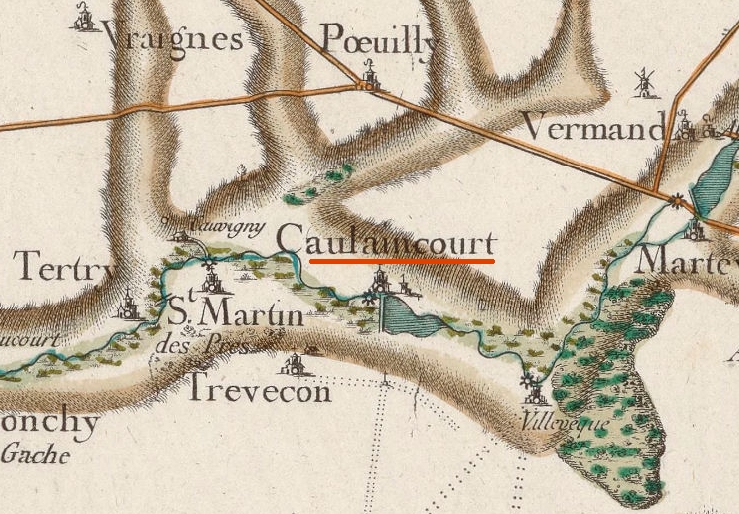
Carte de Cassini du secteur
(vers 1750).

En 1202, Philippe de Caulaincourt participe à la quatrième croisade. Son nom figure dans la deuxième salle des croisades du château de Versailles.
La seigneurie de Caulaincourt présente la particularité d'avoir toujours appartenu à la famille éponyme, aussi loin que l'on puisse remonter dans son histoire, au XIIe siècle.
Dans le mémoire qu'il fournit pour l'admission aux honneurs de la Cour de la Maison de Caulaincourt, le généalogiste Clairambault écrivait « La Maison de Caulaincourt a l'avantage peu commun de posséder depuis bien des siècles la terre de son nom, située dans l'Élection de Saint Quentin ».
Ayant primitivement le titre de châtellenie, la seigneurie de Caulaincourt est unie en décembre 1714 à celles de Trefcon, Beauvois et Tombes pour être érigée en marquisat de Caulaincourt, en faveur de François Armand, 1er marquis de Caulaincourt (1666-1731).
Au milieu du XVIIIe siècle, un moulin à eau, symbolisé par une roue dentée sur la carte de Cassini ci-contre, fonctionnait sur le cours de l'Omignon. Ses vestiges sont encore visibles de nos jours.
L'ancien château de Caulaincourt, incendié en 1557 lors de la bataille de Saint-Quentin, fut rebâti 8 ans plus tard sur un nouveau plan.
Il fut à nouveau totalement reconstruit à partir de 1765, en brique et pierre, et détruit par les Allemands en 1917.

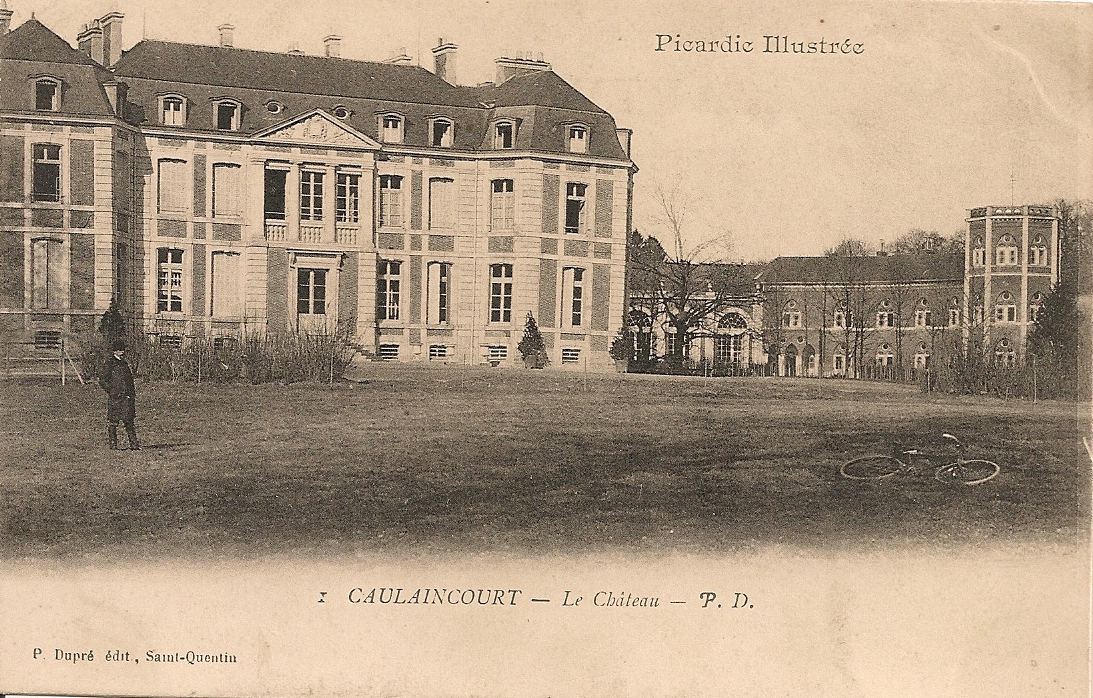
Le château de Caulaincourt vers 1900.
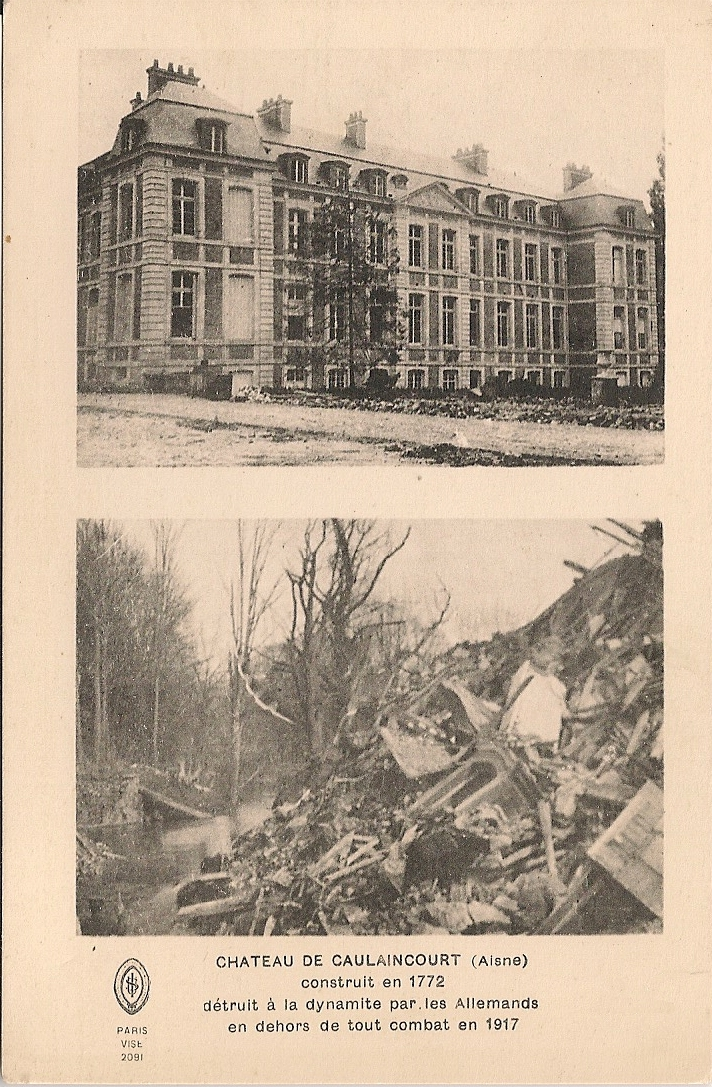
Le château de Caulaincourt avant 1914 et après sa destruction par les Allemands en 1917.

## Politique et administration

### Découpage territorial
La commune de Caulaincourt est membre de la communauté de communes du Pays du Vermandois, un établissement public de coopération intercommunale (EPCI) à fiscalité propre créé le 31 décembre 1993 dont le siège est à Bellicourt. Ce dernier est par ailleurs membre d'autres groupements intercommunaux.
Sur le plan administratif, elle est rattachée à l'arrondissement de Saint-Quentin, au département de l'Aisne et à la région Hauts-de-France. Sur le plan électoral, elle dépend du  canton de Saint-Quentin-1 pour l'élection des conseillers départementaux, depuis le redécoupage cantonal de 2014 entré en vigueur en 2015, et de la deuxième circonscription de l'Aisne  pour les élections législatives, depuis le dernier découpage électoral de 2010.

### Administration municipale
| Période                                  | Période    | Identité                                                                    | Étiquette   | Qualité |
| ---------------------------------------- | ---------- | --------------------------------------------------------------------------- | ----------- | --- |
| Les données manquantes sont à compléter. |            |                                                                             |             | |
| avant 1876                               | après 1877 | Caulaincourt                                                                |             | |
| 1900                                     | 1929       | Adrien de Viel de Lunas d'Espeuilles de Caulaincourt de Vicence (1874-1929) |             | attaché d'ambassade Conseiller général de l'Aisne, élu du canton de Vermand (1904-1929) Décédé en fonction |
| 1929                                     | 1975       | Gérard de Moustier (1887-1980)                                              |             | gendre du précédent                                                                                        |
| 1975                                     | 2020       | Louis-Amédée de Moustier (1928)                                             | UMP puis LR | Administrateur de sociétés Fils du précédent                                                               |
| mai 2020                                 | En cours   | Raphaël Trouillet                                                           |             | |

## Démographie
L'évolution du nombre d'habitants est connue à travers les recensements de la population effectués dans la commune depuis 1793. Pour les communes de moins de 10 000 habitants, une enquête de recensement portant sur toute la population est réalisée tous les cinq ans, les populations de référence des années intermédiaires étant quant à elles estimées par interpolation ou extrapolation. Pour la commune, le premier recensement exhaustif entrant dans le cadre du nouveau dispositif a été réalisé en 2004.

En 2022, la commune comptait 144 habitants, en évolution de −1,37 % par rapport à 2016 (Aisne : −1,97 %, France hors Mayotte : +2,11 %).
| 1793 | 1800 | 1806 | 1821 | 1831 | 1836 | 1841 | 1846 | 1851 |
| ---- | ---- | ---- | ---- | ---- | ---- | ---- | ---- | ---- |
| 318  | 337  | 335  | 375  | 458  | 450  | 462  | 470  | 491  |

| 1856 | 1861 | 1866 | 1872 | 1876 | 1881 | 1886 | 1891 | 1896 |
| ---- | ---- | ---- | ---- | ---- | ---- | ---- | ---- | ---- |
| 496  | 478  | 455  | 419  | 392  | 386  | 377  | 365  | 342  |

| 1901 | 1906 | 1911 | 1921 | 1926 | 1931 | 1936 | 1946 | 1954 |
| ---- | ---- | ---- | ---- | ---- | ---- | ---- | ---- | ---- |
| 343  | 304  | 271  | 123  | 169  | 162  | 141  | 163  | 142  |

| 1962 | 1968 | 1975 | 1982 | 1990 | 1999 | 2004 | 2006 | 2009 |
| ---- | ---- | ---- | ---- | ---- | ---- | ---- | ---- | ---- |
| 137  | 139  | 134  | 122  | 110  | 121  | 113  | 111  | 130  |

| 2014 | 2019 | 2022 | - | - | - | - | - | - |
| ---- | ---- | ---- | - | - | - | - | - | - |
| 139  | 144  | 144  | - | - | - | - | - | - |

## Culture locale et patrimoine

### Lieux et monuments

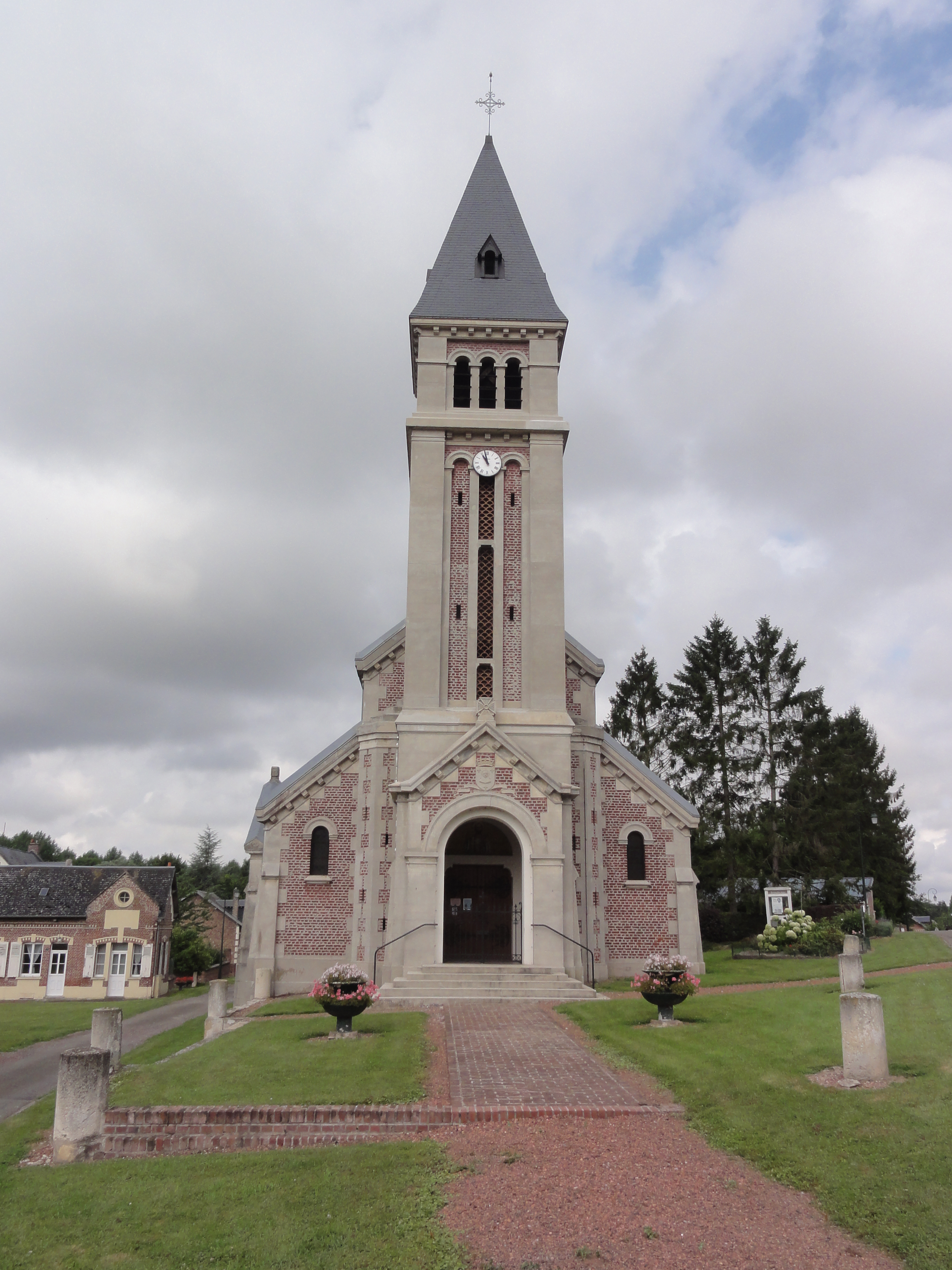
Église Saint-Quentin.
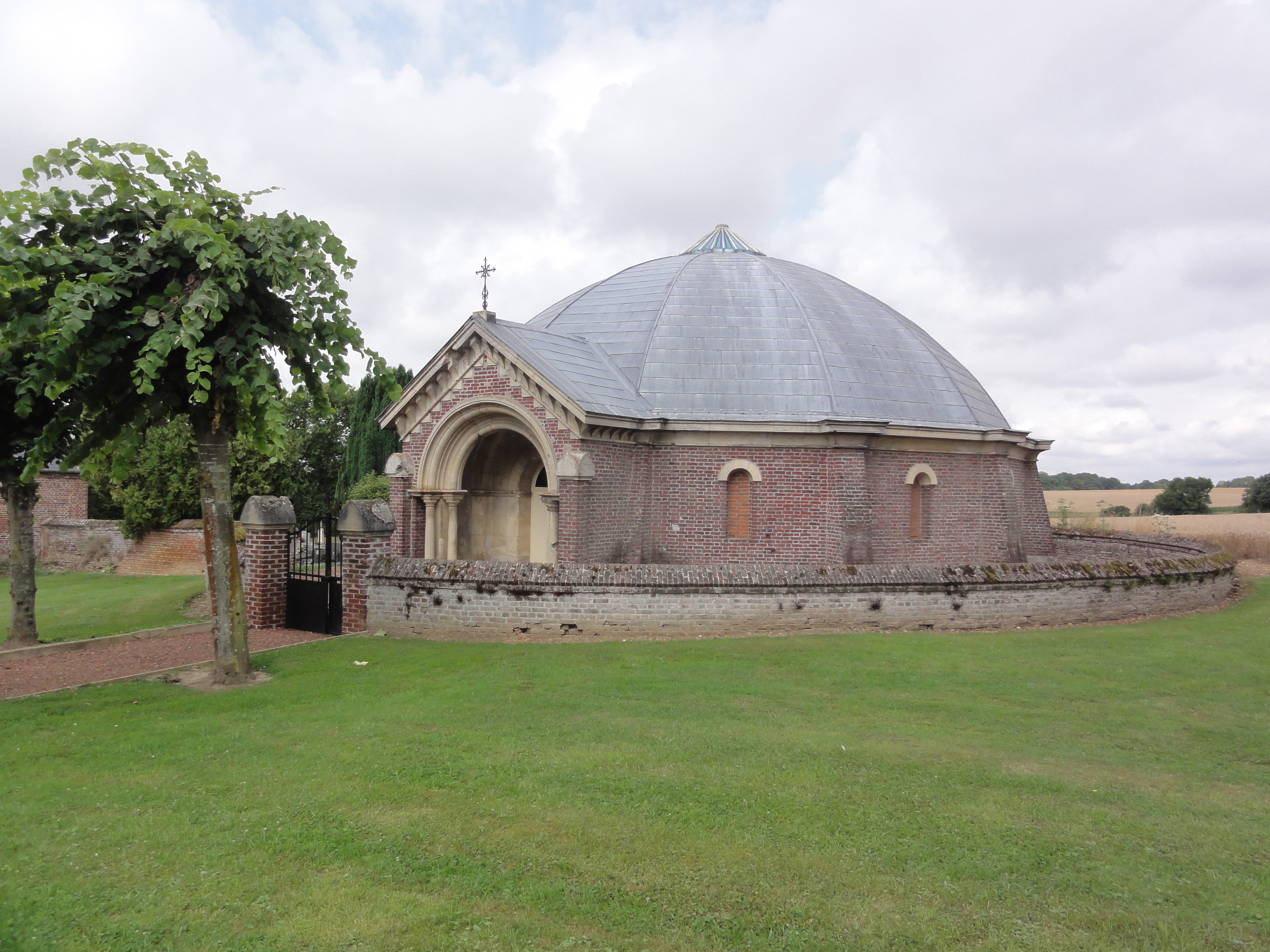
Chapelle funéraire (mausolée) des Caulaincourt jouxtant le cimetière. La chapelle, construite au milieu du XIXe siècle, a une forme dodécagonale.
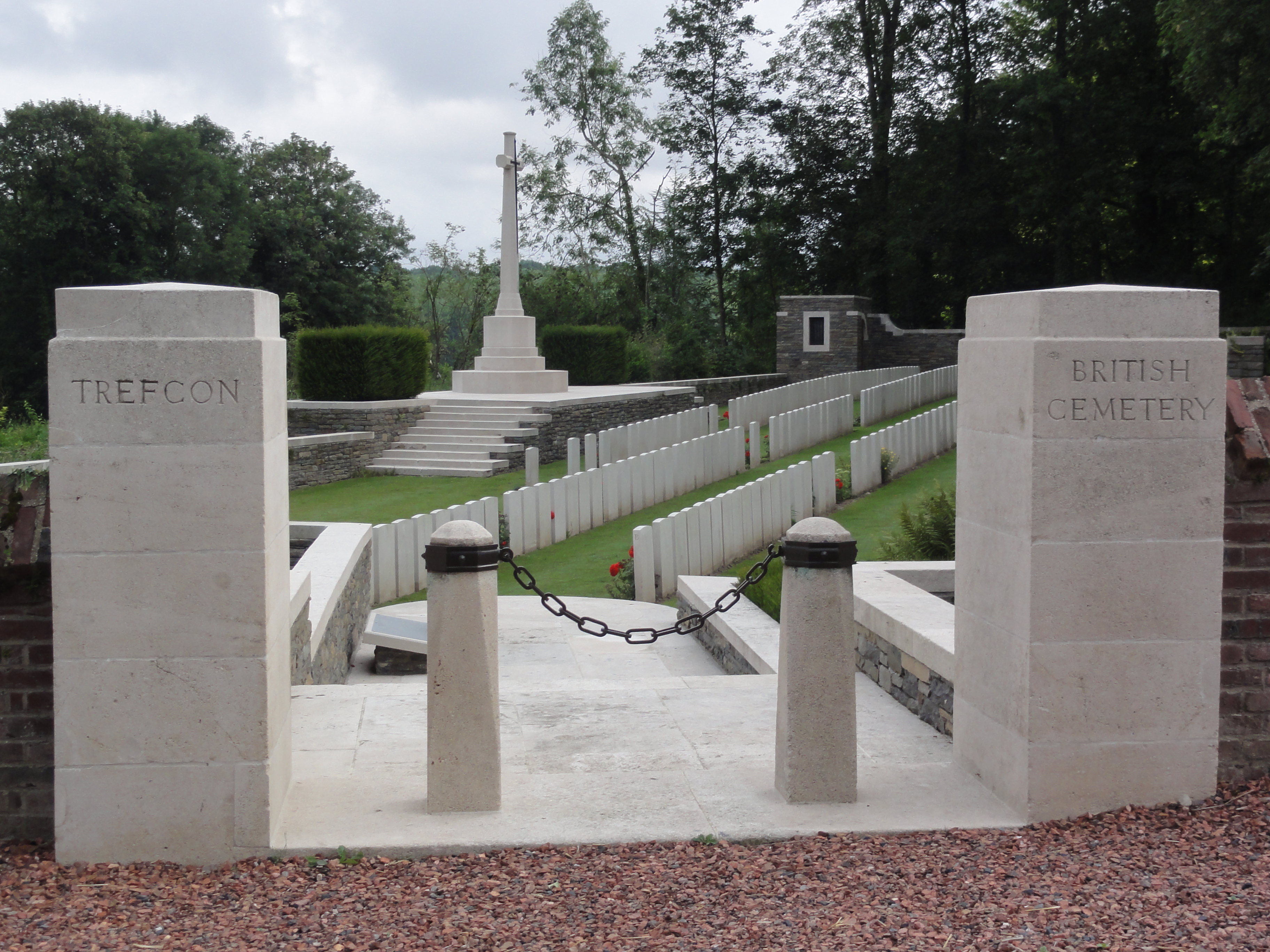
Trefcon British Cemetery.
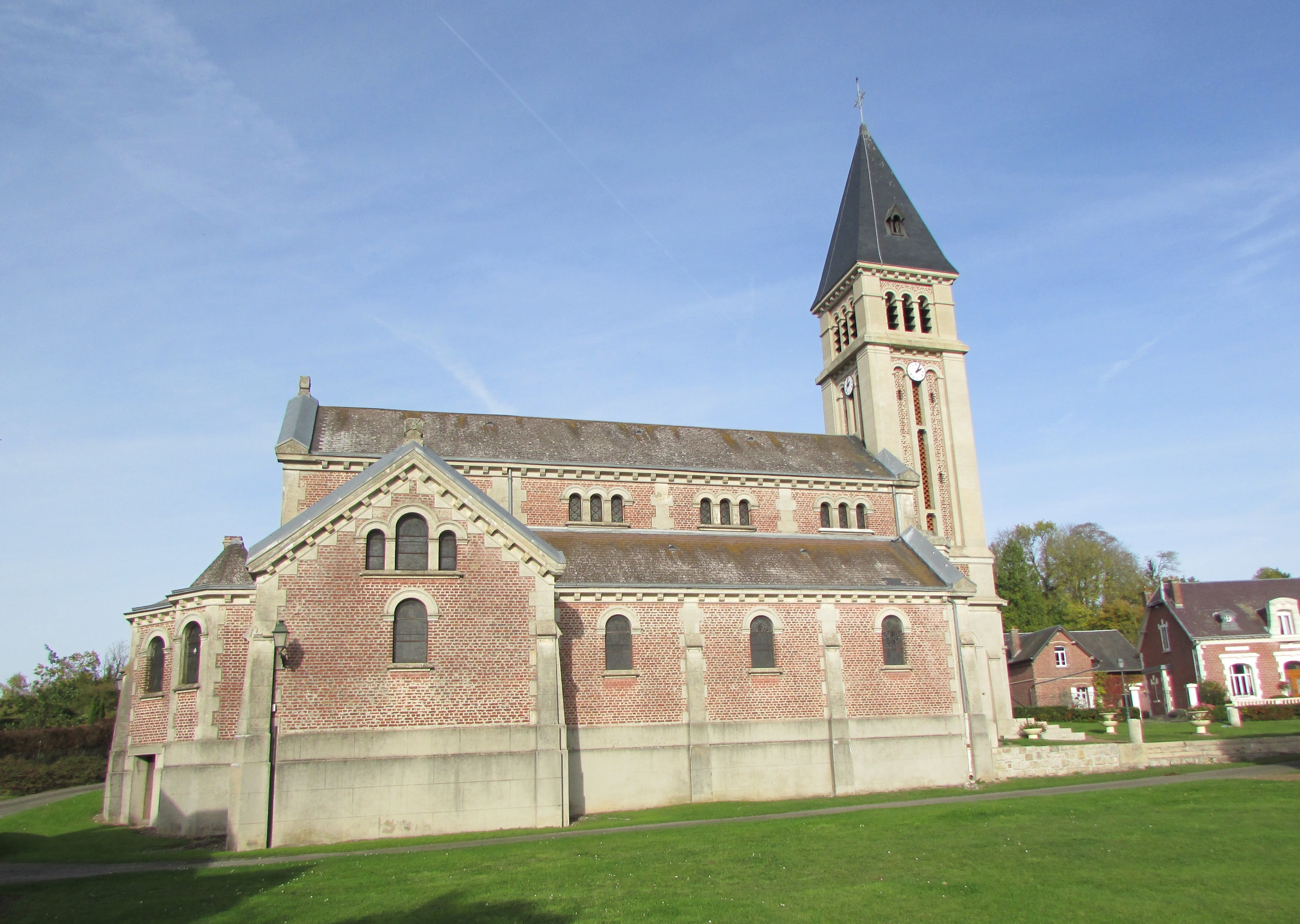
L'église.

- Chapelle du cimetière de Caulaincourt.
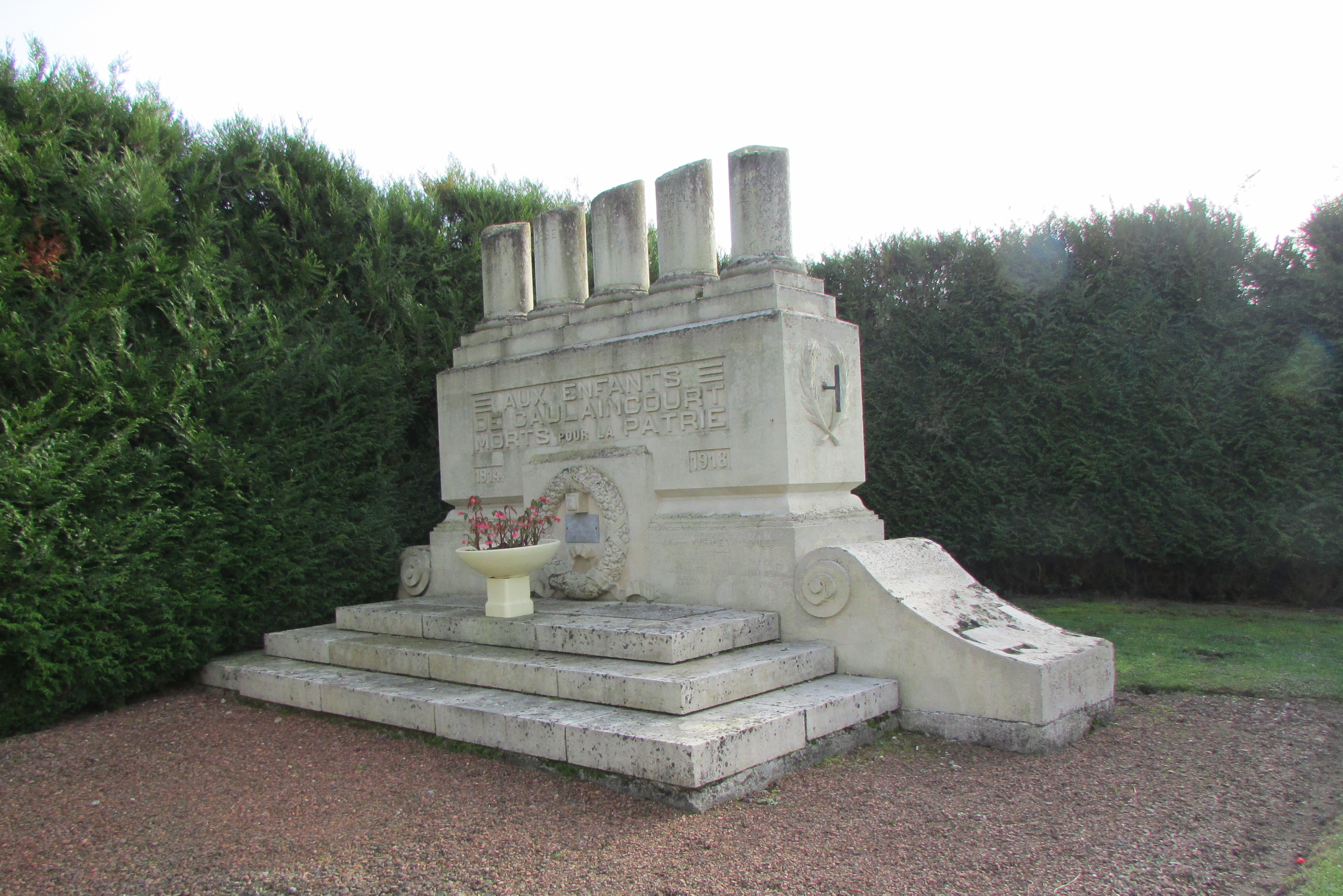
Monument aux morts.
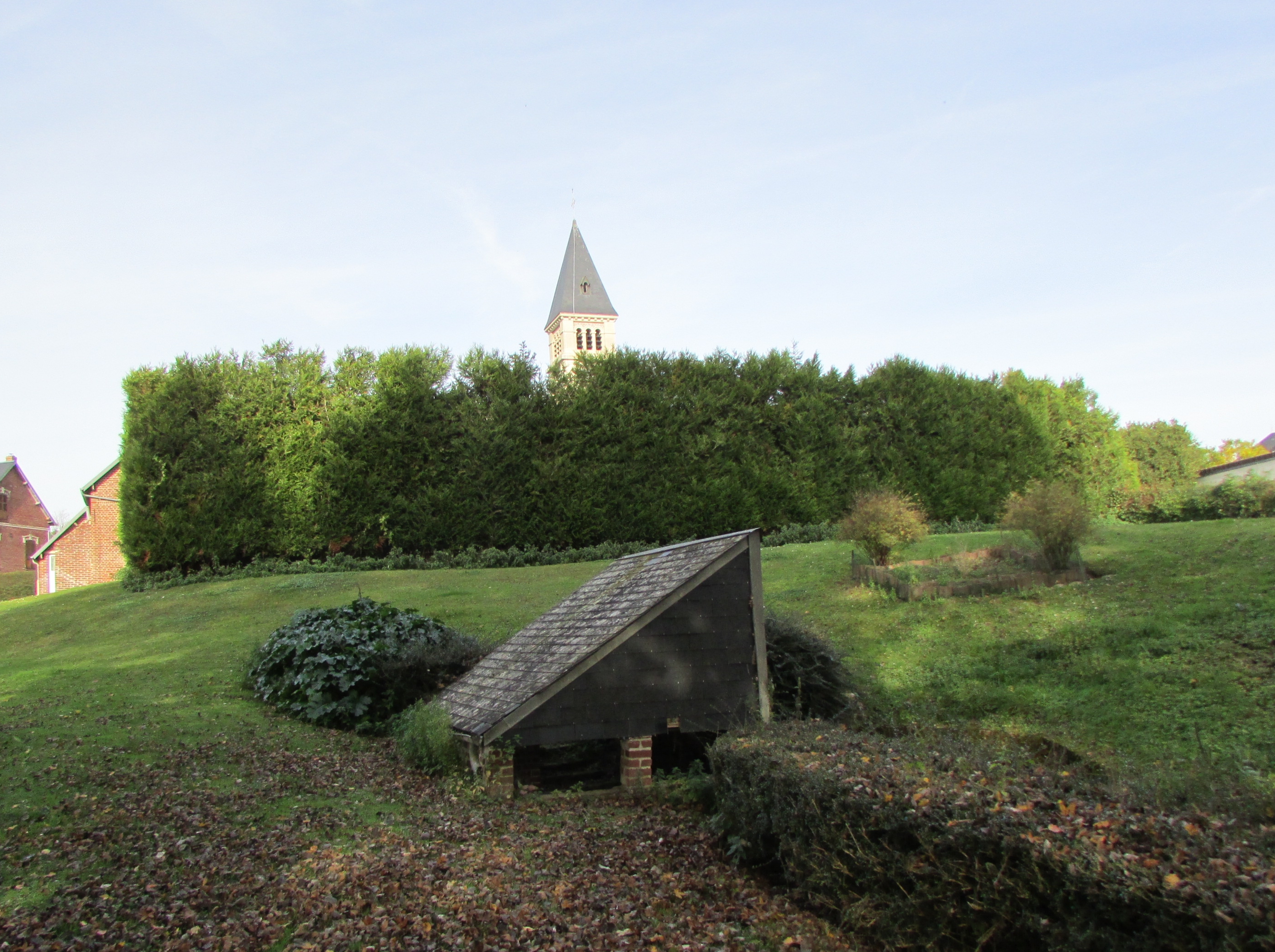
Le vieux lavoir.
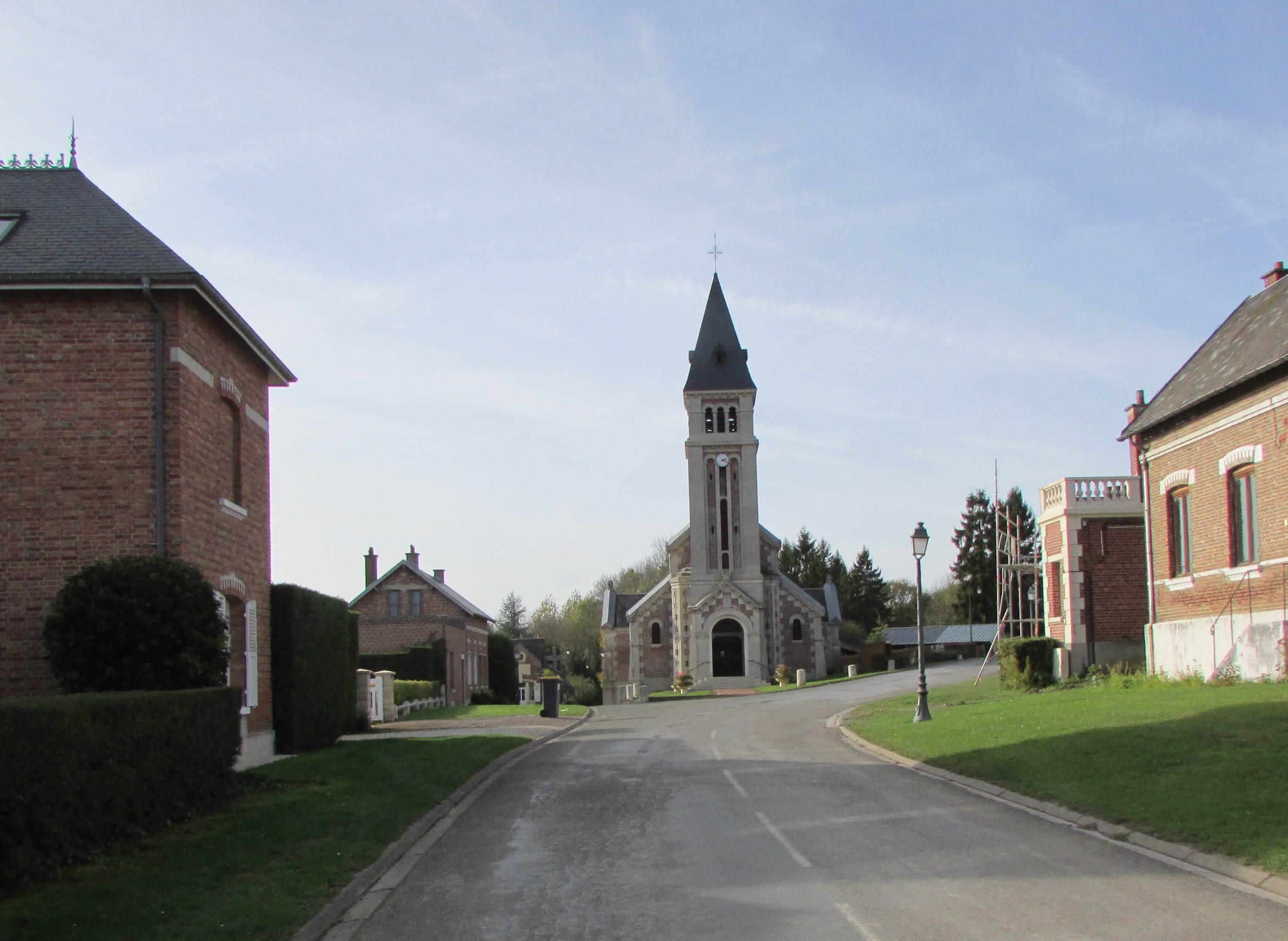
La rue de l'église.
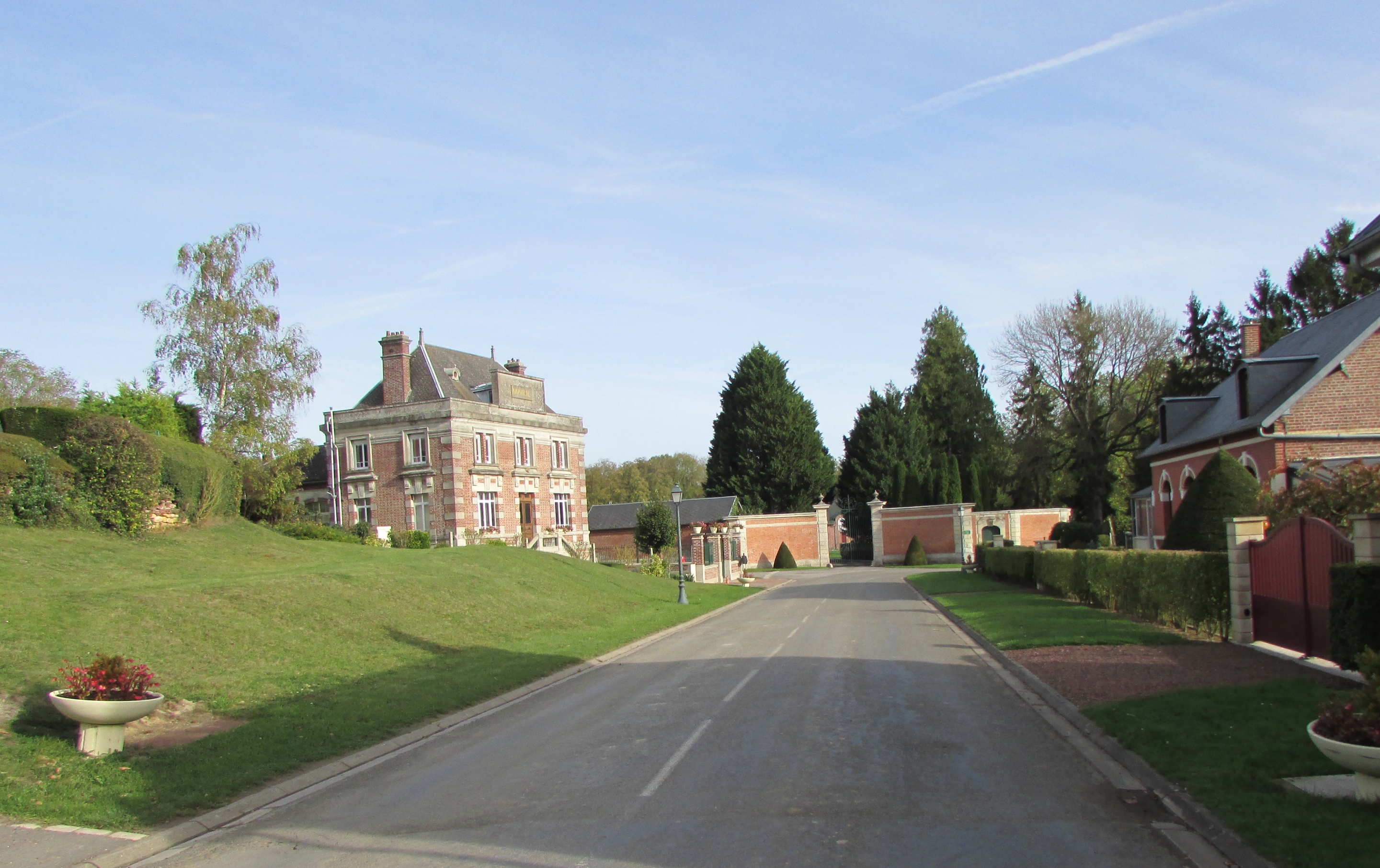
Rue de l'église.
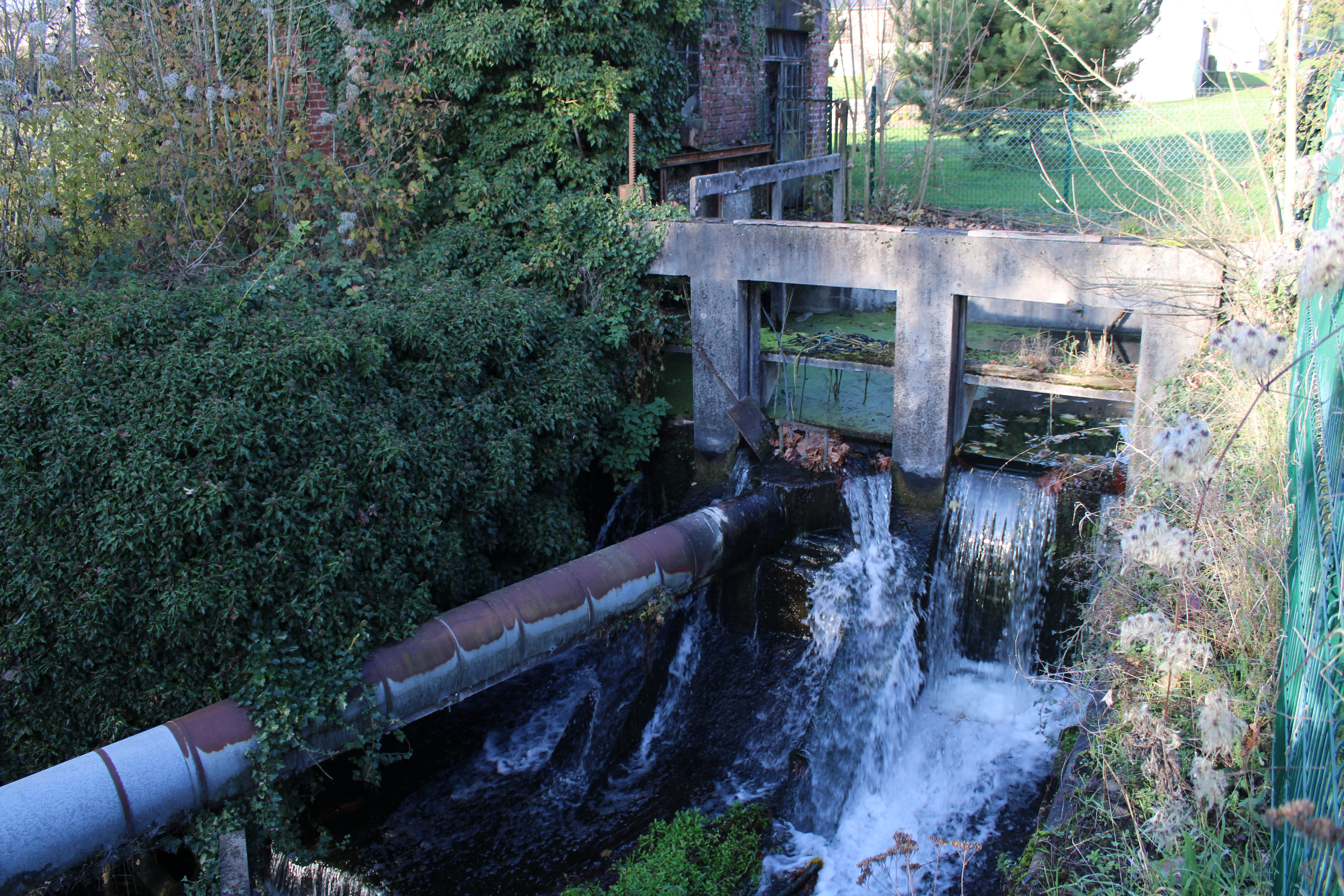
Vestiges du moulin à eau sur l'Omignon.

- Monument de 1870-1871.
- Le cimetière militaire britannique de la Commonwealth War Graves Commission situé route de Beauvois-en-Vermandois.

- Le château de Caulaincourt : après la destruction du précédent château de Caulaincourt pendant la Première Guerre mondiale, en 1917, un nouveau château fut reconstruit entre 1930 et 1933. Mélange de styles néo-classique et art-déco, réalisé par l'architecte russe André Beloborodoff, l'édifice est entouré d'un parc[28]. Le tout est classé « Monument Historique » depuis 1998.

- Église Saint-Quentin.
- Chapelle funéraire des Caulaincourt.
- Trefcon British Cemetery.
- L'église.
- Le monument aux morts.
- Le vieux lavoir.
- La rue de l'église.
- Rue de l'église.
- Vestiges du moulin à eau sur l'Omignon.

### Personnalités liées à la commune
- Gabriel Louis, 4e marquis de Caulaincourt (1740-1808), officier et homme politique.
- Armand Augustin Louis, 5e marquis de Caulaincourt, 1er duc de Vicence (1773-1827), fils du précédent, général, Grand Ecuyer de l'Empereur Napoléon Ier, qu'il accompagne, notamment, lors de la retraite de Russie.
- Auguste Jean-Gabriel, comte de Caulaincourt (1777-1812), frère du précédent, général d'Empire, tué lors de l'assaut de la grande redoute de la Moskova, en Russie.
- Armand Alexandre Joseph Adrien, 6e marquis de Caulaincourt et second duc de Vicence, sénateur et président du conseil général de la Somme (1815-1896).
- Albéric de Viel de Lunas d'Espeuilles de Caulaincourt de Vicence (1840-1931), député de la Nièvre, épousa en 1872 Adrienne de Caulaincourt de Vicence (1850-1914), fille du précédent. Tous deux furent les derniers propriétaires de l'ancien château de Caulaincourt.

### Héraldique
| Blason de Caulaincourt | Blason  | D'or au sauvage de gueules appuyé à senestre sur une massue de sable, le bras droit tendu et portant sur sa dextre un coq de sable ; au chef du même ; le tout sommé d'un chef de gueules semé d'étoiles d'argent. |
| Blason de Caulaincourt | Détails | Blason adopté par la municipalité |
| Blason de Caulaincourt | Alias   | De sable au chef d'or. Variante du blason de la commune utilisée par la famille de Caulaincourt. |

### Cartes postales anciennes

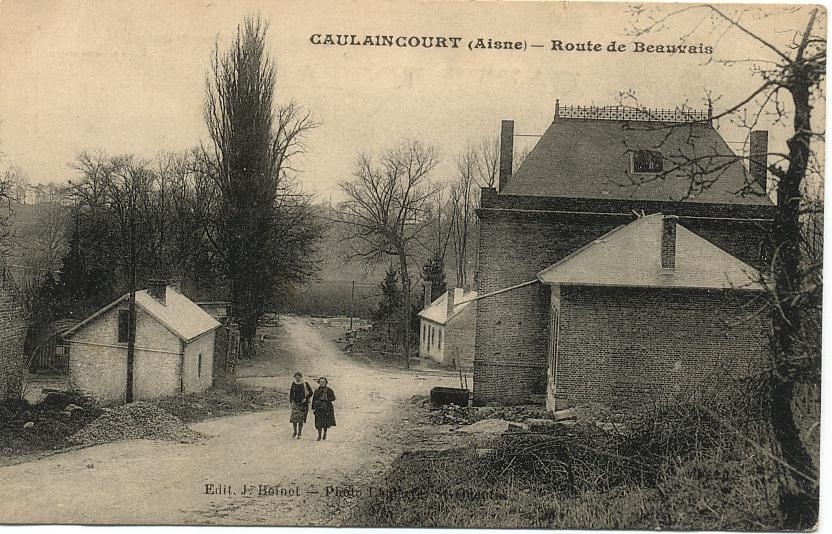
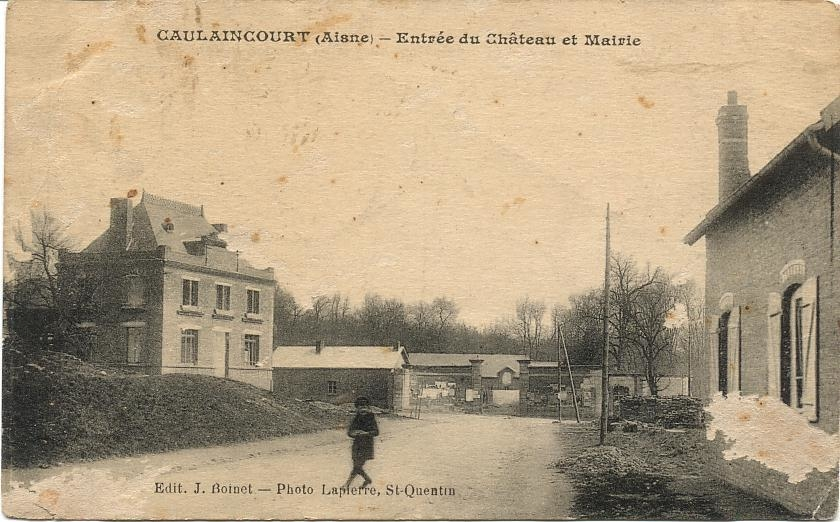
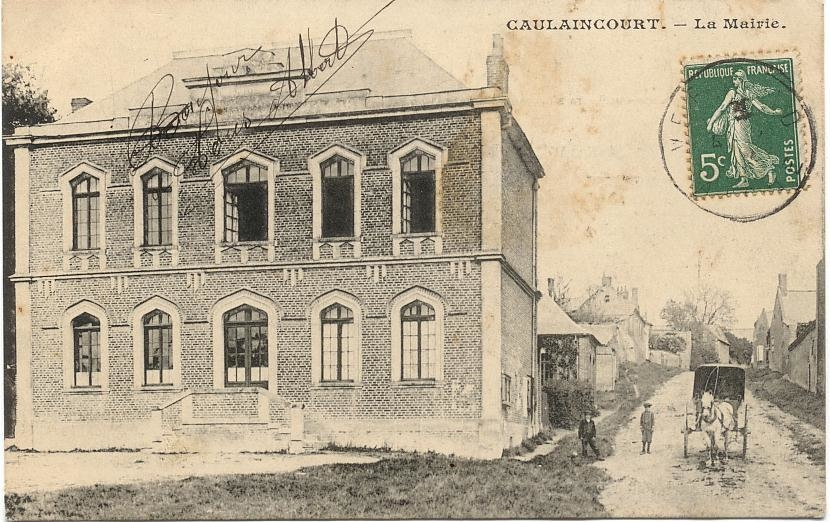
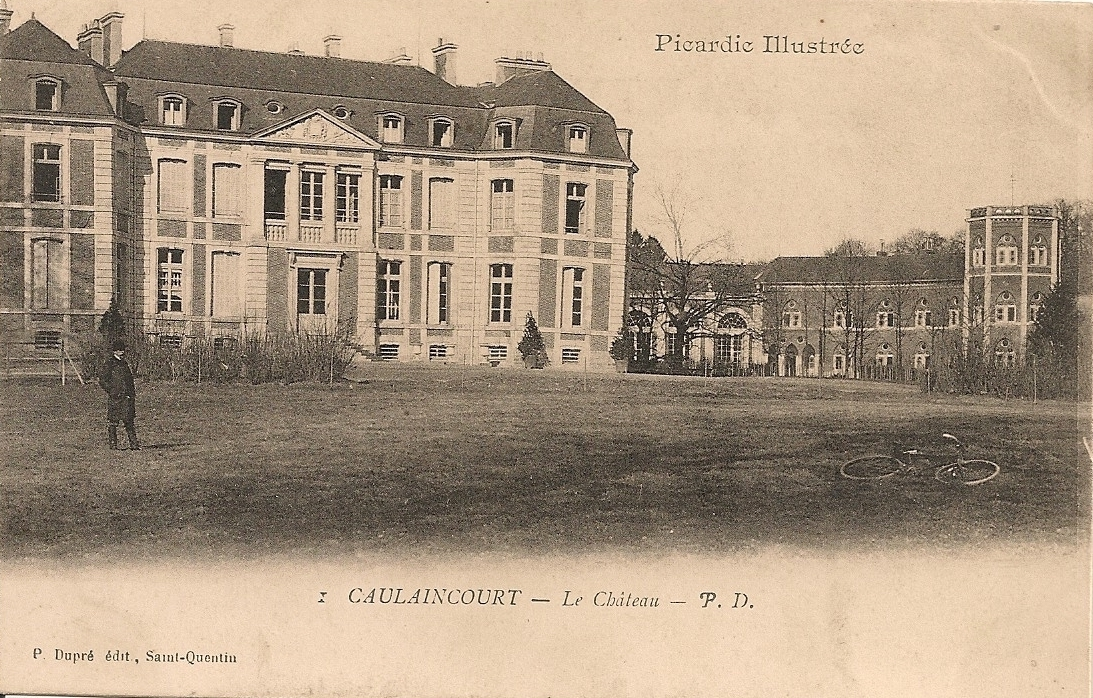
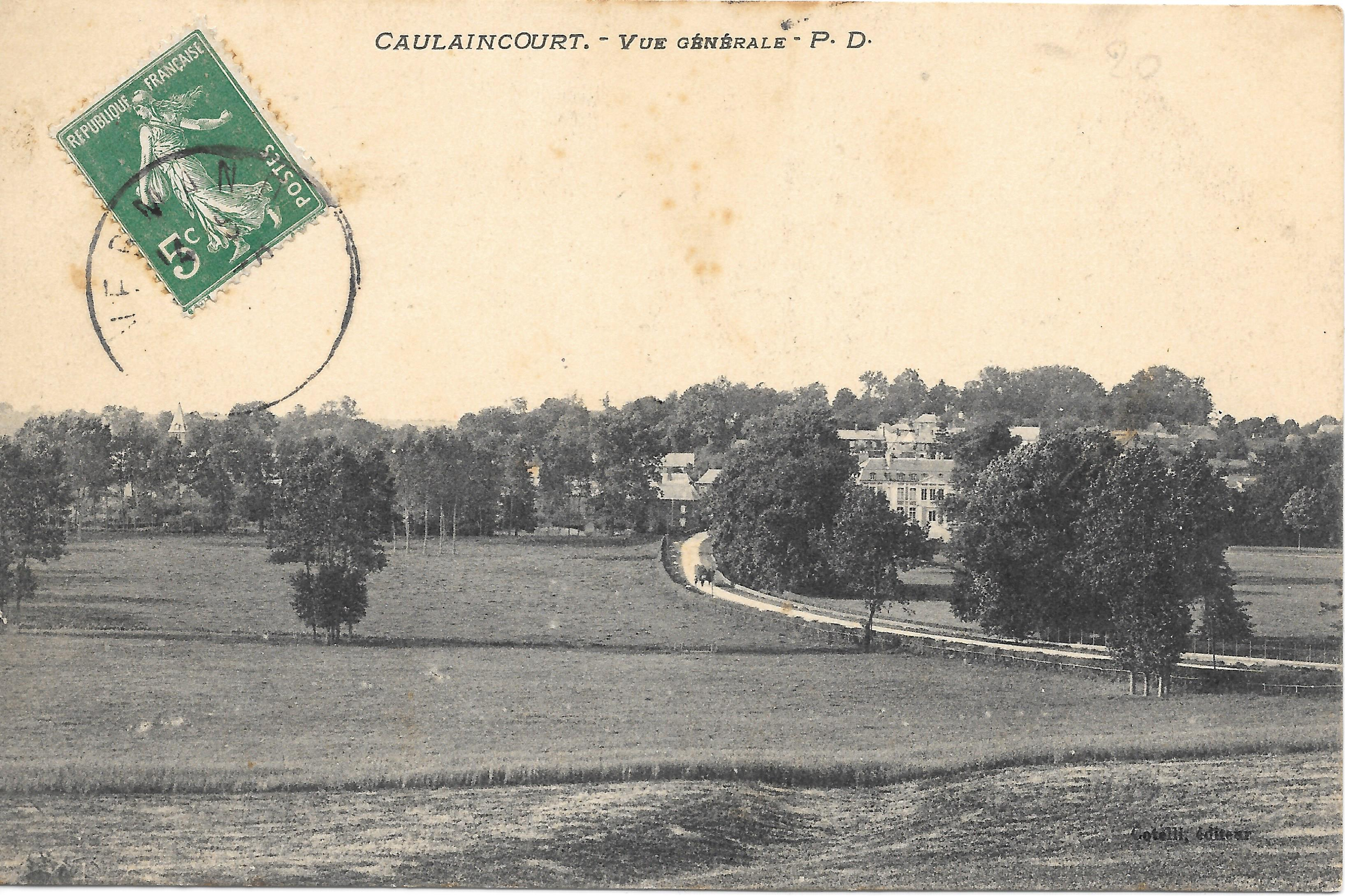
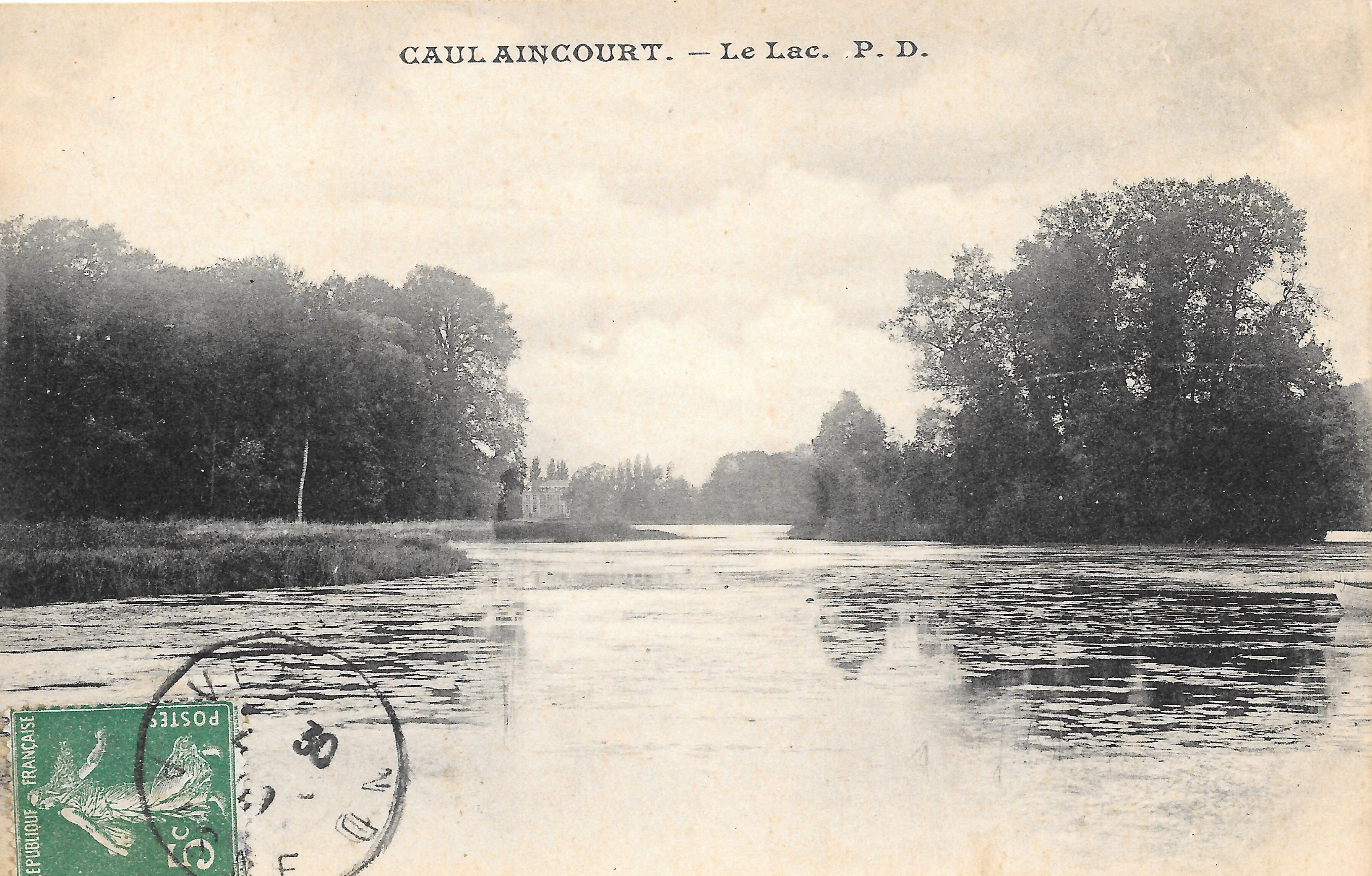

## Pour approfondir